# Finnberg
Der Finnberg ist ein 332,4 m hoher Berg der Finne im Landkreis Sömmerda im nordöstlichen Thüringen, Deutschland.

## Geographische Lage
Der Finnberg ist der nordwestlichste Ausläufer der Finne und grenzt direkt an das Thüringer Becken. Er liegt im nordöstlichen Teil des Landkreises Sömmerda zwischen den Ortschaften Großmonra im Südwesten und Burgwenden im Westen. Die Kreisstadt Sömmerda liegt ungefähr 13 Kilometer in südwestlicher Richtung.

## Natur
Geologisch gehört der komplett bewaldete Finnberg zur Finne-Störung, wo Muschelkalk mit seinen steil aufragenden Schichten zu Tage tritt, während die östlich gelegenen Landschaften aus Buntsandstein bestehen. An seinem nordwestlichen Ende hat ein ehemaliger Steinbruch seine Gesteinsformationen freigelegt. Der Berg ist Teil des Naturschutzgebietes Finnberg mit 72,7 Hektar. Über den Bergrücken führen verschiedene Wanderwege, von wo sich weite Aussichten auf das Thüringer Becken ergeben.